# Jungingen (Schiff)
Die Jungingen war ein Minensuchboot des Typs Minensuchboot 1916, das unter verschiedenen Namen – M 134, Frauenlob, M 534, Jungingen – und in verschiedenen Funktionen bis zu seiner Versenkung 1943 in der deutschen Reichs- und Kriegsmarine diente.

## Bau und Technische Daten
Das Boot wurde noch während des Ersten Weltkriegs 1918 bei der Frerichswerft in Einswarden auf Kiel gelegt. Es lief dort am 28. Juli 1919 als Minensuchboot M 134 vom Stapel und wurde am 19. März 1920 von der Reichsmarine in Dienst gestellt. Das Boot hatte eine Länge von 56,10 m in der Wasserlinie und 59,30 m über Alles, war 7,30 m breit und hatte 2,15 m Tiefgang. Die Wasserverdrängung betrug 508 t (Konstruktion) bzw. 550 t (maximal). Die Bewaffnung bestand aus zwei 8,8-cm-Geschützen L/30, und bis zu 30 Minen konnten mitgeführt werden. Zwei 3-Zylinder-Verbunddampfmaschinen mit dreifacher Dampfdehnung und zusammen 1600 PS und zwei Schrauben ermöglichten eine Höchstgeschwindigkeit von 15,0 Knoten. Der Bunkervorrat von 135 t Kohle ergab einen Aktionsradius von 2000 Seemeilen bei 14 Knoten Marschgeschwindigkeit. Die Besatzung bestand aus 40 Mann.

## Geschichte
Das Boot war von seiner Indienststellung am 12. März 1920 bis zum 10. September 1920 Führungsboot der II. Nordsee-Minensuchflottille, kam dann erst zur VI. und danach zur III. Flottille, und wurde am 30. September 1921 als Tender zur Marinestation der Nordsee überstellt. In letzterer Funktion versah es zeitweise auch Fischereischutz in der Nordsee. Am 11. März 1928 wurde das Boot in Frauenlob umbenannt, zu Ehren des in der Skagerrakschlacht am 31. Mai 1916 untergegangenen Kleinen Kreuzers Frauenlob. Am 1. Juni 1928 erhielt das Boot die offizielle Bezeichnung „Stationstender“.
Nach dem Beginn des Zweiten Weltkriegs wurde das Boot am 3. September 1939 mit seiner früheren Nummer M 134 wieder zum Minensuchboot umklassifiziert und der aus zehn alten Booten des Typs „Minensuchboot 1916“ neu aufgestellten 4. Minensuchflottille zugeteilt, die Minen- und Geleitdienst in der Nordsee durchführte. Das Boot nahm am 9. April 1940 an der Besetzung Dänemarks teil, als die 4. Minensuchflottille als Teil der sogenannten „Kriegsschiffgruppe 11“ Heerestruppen in Thyborøn am Westausgang des Limfjords anlandete.
Danach war M 134 mit der 4. Flottille in Norwegen im Einsatz. Am 9. Mai 1940 wurde das Boot bei einem Angriff der Royal Air Force vor Bergen durch eine Fliegerbombe versenkt. Es wurde gehoben, repariert und wieder in Dienst gestellt. Am 1. Oktober 1940 wurde es, wie alle Boote seiner Klasse, mit einer neuen Nummer versehen und war nunmehr M 534. Vom 15. April bis 31. Oktober 1941 wurde das Boot auf der Mützelfeldtwerft in Cuxhaven zum Räumbootbegleitschiff umgebaut und dann mit dem Namen Jungingen (zu Ehren des ehemaligen Deutschordens-Hochmeisters Konrad von Jungingen) der im Januar 1942 aufgestellten 8. Räumbootsflottille zugeteilt.
Am Morgen des 27. September 1943 wurde die Jungingen bei einem Angriff britischer Motorkanonenboote (MGBs) und niederländischer Motortorpedoboote (MTB) auf einen deutschen Geleitzug im Ärmelkanal bei Berck auf Position 50° 28′ 4″ N, 1° 27′ 1″ O versenkt; 23 Mann der Besatzung kamen ums Leben.